# Tech house
El tech house es un subgénero de música electrónica de baile que se originó en la segunda mitad de los años 1990 y que se caracteriza por fusionar o mezclar elementos del techno y del house. Su nombre fue acuñado por el DJ y productor británico Eddie Richards.

## Características
Sus características son heredadas de la fusión del House y el Techno: sonidos sintéticos, líneas de bajo robustas, beats con bombos más graves, estructura cíclica y un tempo que suele moverse en un rango de 120 a 128 BPM. Esto resulta en un sonido más simple que el House clásico y más monótono que el Techno puro.

## Artistas reconocidos
En cuanto a nombres cabe destacar a pioneros como Terry Francis, Mr C, Layo & Bushwacka, Lee Burridge, Eddie Richards, Craig Richards o DJ Chus entre otros, pues existe un gran número de sellos, DJ's y productores interesados.
En la última década también se encuentran ejemplos de grupos y DJ's reconocidos como Carl Cox, Marco Carola, Paco Osuna, Camelphat, Chris Lake, Gorgon City, Route 94, PAWSA, ZtauMusic, Michael Bibi, The Martinez Brothers, Rafa Barrios, Patrick Topping, Mau P, Mark Knight, López, Solardo, Fisher (DJ), Dennis Cruz, MdmoW, Wade, Duke Dumont, Nian Lifer, Josh Deck por nombrar algunos.